# 楼门文化
楼门文化是现代社区中流行于楼道及各家各户的房门之上的一种新型社区文化。主要表现在楼道间、房门上的装饰等等。有点类似于中国传统的节庆期间的门上的年画之类。楼门文化始于中华人民共和国天津市，并和中国传统的文化紧密相关。楼门文化中包涵了中国的京剧、风筝、刺绣等。是传统应用于现代的典范。同时楼门文化的兴起与发展与现代社区的建设有关。因为楼门文化直接服务于社区，有助于社区的人性化氛围，使社区更适合于人的居住，更有人情味，并团结社区的居民，以更好地建设社区。